# Chafariz da Buraca

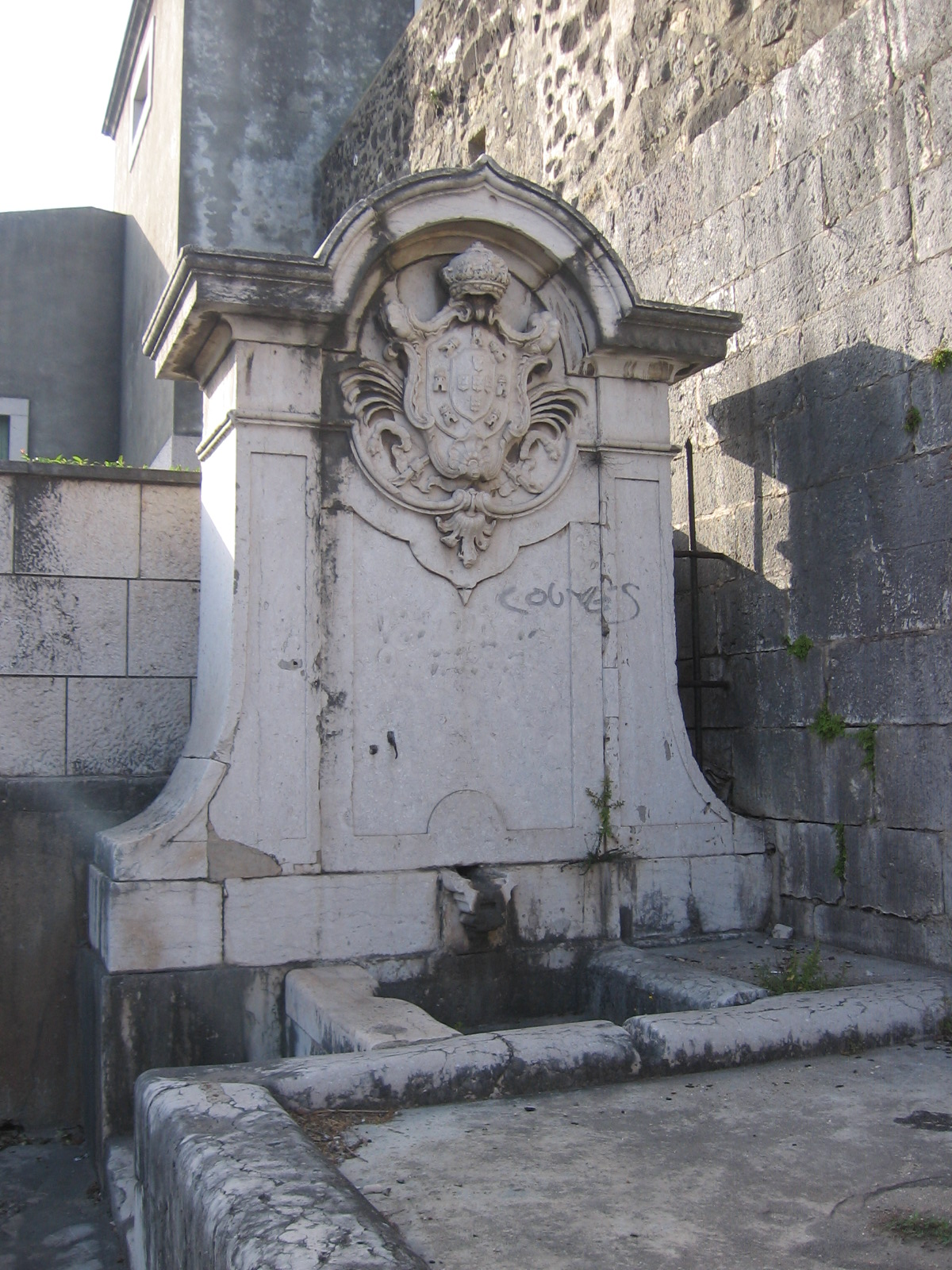
Chafariz da Buraca, em Benfica.

O Chafariz da Buraca fica na freguesia de Benfica, na rua da Buraca junto ao cruzamento com a estrada da Buraca.
O chafariz data de 1771, sendo composto por uma bacia rectangular e por um espaldar encimado pelo escudo real. A água que chegava à bica do chafariz vinha do Aqueduto das Águas Livres, que passa mesmo ao lado.
O chafariz está hoje fora de uso.